# Loyal Friend
Loyal Friend (Originaltitel The Friend) ist ein Spielfilm von Scott McGehee und David Siegel aus dem Jahr 2024. Bei dem Drama handelt es sich um eine Adaption des gleichnamigen, preisgekrönten Romans von Sigrid Nunez (dt. Titel: Der Freund). Im Mittelpunkt der Handlung steht eine Frau, die sich nach dem Ableben eines Freundes seines riesigen verwaisten Hundes annimmt. In der Beziehung zu dem Tier findet sie unerwartete Nähe. Die Hauptrollen übernahmen Naomi Watts und Bill Murray. Die US-amerikanische Produktion feierte Ende August 2024 beim Telluride Film Festival ihre Premiere. Im September 2024 wurde der Film auf dem Filmfestival von Toronto gezeigt.

## Handlung
Die in New York City lebende Schriftstellerin Iris verliert ihren besten Freund und Mentor Walter. Überraschend vermacht dieser ihr seinen Hund Apollo, eine riesige Dänische Dogge. Obwohl alles dagegen spricht, nimmt sie das Tier bei sich auf. Iris und Apollo verbindet die tiefe Trauer über den Verlust Walters. Nach und nach finden die beiden gemeinsam zurück ins Leben.

## Hintergrund
Der Film basiert auf dem Roman The Friend (2018) der US-amerikanischen Schriftstellerin Sigrid Nunez. Darin geht es um den Schmerz einer fiktionalen Ich-Erzählerin über den Suizid ihres literarischen Mentors und Freundes. Die Frau, wie Nunez selbst Autorin und Dozentin für kreatives Schreiben, bekommt überraschend dessen „arthritische Dogge“ Apollo vererbt. Zwischen Mensch und Hund beginnt sich daraufhin eine enge Freundschaft zu entwickeln. Nunez’ siebter Roman, eine „‚literary novel‘ mit einer Vielzahl von weiteren literarischen Bezügen“, entwickelte sich zu einem internationalen Bestseller und wurde im Jahr seiner Veröffentlichung mit dem National Book Award ausgezeichnet. Zwei Jahre später erschien unter dem Titel Der Freund (2020) eine deutschsprachige Übersetzung von Anette Grube im Aufbau Verlag. Dem Werk wurde auch hierzulande großes, nahezu einhelliges Lob von der Fachkritik zuteil. Zwar trage es den Untertitel „Roman“, verwische aber nach Antje Dallmann „die Grenzen zwischen Fiktion und Autobiographie“ und unterlaufe „somit Gattungszuschreibungen“, ähnlich wie in dem vorangegangenen Buch Sempre Susan (2011) über Nunez’ Verhältnis zu Susan Sontag. The Friend spiele „mit Konventionen nicht-fiktionalen Schreibens – mit ‚Autofiktion, Selbsterfindung, Realitätsdichtung‘“. Laut Christiane Schlote sei das Werk wie schon Nunez’ Das Krallenäffchen (1998) „als Meditation über Hingabe zu Literatur und Zuwendung zwischen Mensch und Tier zu lesen“.

## Veröffentlichung
Die internationale Premiere von The Friend erfolgte im September 2024 beim 49. Toronto International Film Festival. Dort wurde das Werk in die Sektion Gala aufgenommen. Kurz zuvor wird mit Pedro Almodóvars The Room Next Door eine weitere Verfilmung von Nunez’ Werken veröffentlicht. Filmstart in den deutschen Kinos war am 19. Juni 2025.

## Rezeption
Von den bei Rotten Tomatoes aufgeführten Kritiken sind alle positiv bei einer durchschnittlichen Bewertung mit 7,5 von 10 möglichen Punkten.